# Turin (Geórgia)
Turin é uma cidade  localizada no estado americano de Geórgia, no Condado de Coweta.

## Demografia
Segundo o censo americano de 2000, a sua população era de 165 habitantes.
Em 2006, foi estimada uma população de 333, um aumento de 168 (101.8%).

## Geografia
De acordo com o United States Census Bureau tem uma área de
3,3 km², dos quais 3,3 km² cobertos por terra e 0,0 km² cobertos por água.

## Localidades na vizinhança
O diagrama seguinte representa as localidades num raio de 16 km ao redor de Turin.